# ГЕС Карильйон
ГЕС Карильйон (Carillon) – гідроелектростанція на кордоні канадських провінцій Онтаріо та Квебек. Знаходячись після комплексу ГЕС Chaudière Falls, становить нижній ступінь каскаду на Оттаві, яка впадає ліворуч до річки Святого Лаврентія (дренує Великі озера).
В межах проекту річку перекрили бетонною гравітаційною греблею висотою 31 метр та довжиною 2438 метрів. Створений нею підпір утворив водосховище, яка поглинуло пороги Long-Sault та має площу поверхні 26 км2 при об’ємі 171 млн м3.
Пригреблевий машинний зал у 1962-1964 роках обладнали чотирнадцятьма турбінами типу Каплан загальною потужністю 753 МВт, які використовують напір у 18 метрів.
У лівобережній частині греблі облаштовано шлюз, котрий забезпечує рух малих суден (проект Карильйон-Канал).